# 霍特維拉-巴卡維 (亞利桑那州)
霍特維拉-巴卡維（英語：Hotevilla-Bacavi）是位於美國亞利桑那州納瓦霍縣的一個人口普查指定地區。根據2010年美國人口普查，該地人口為957人，而該地的面積約為30.45平方千米。

## 地理
霍特維拉-巴卡維的座標為35°55′23″N 110°39′56″W / 35.92306°N 110.66556°W，而該地最高點為海拔高度1919米（即6296英尺）。